# Parchi nazionali del Montenegro
I Parchi Nazionali del Montenegro, estesi su 107 500 ettari e distribuiti in cinque aree, occupano circa il 10% della superficie totale del Paese. I parchi sono gestiti dall'agenzia governativa dei Parchi Nazionali del Montenegro (in serbo Nacionalni parkovi Crne Gore).
Il parco Durmitor è anche annoverato nella lista dei patrimoni dell'umanità dall'UNESCO.
| Nome                             | Comuni                                      | Area (ha) | Anno | Localizzazione                                                        | Immagine | Collegamento                                      |
| -------------------------------- | ------------------------------------------- | --------- | ---- | --------------------------------------------------------------------- | -------- | ------------------------------------------------- |
| Durmitor                         | Žabljak Šavnik Plužine Pljevlja Mojkovac    | 39 000    | 1952 | Mappa di localizzazione: Montenegro · Parchi nazionali del Montenegro |          |                                                   |
| Parco nazionale Biogradska gora  | Kolašin Mojkovac Berane Andrijevica         | 5 650     | 1952 | Mappa di localizzazione: Montenegro · Parchi nazionali del Montenegro |          |                                                   |
| Parco nazionale del Monte Lovćen | Cettigne (Cetinje) Budua (Budva)            | 6 220     | 1952 | Mappa di localizzazione: Montenegro · Parchi nazionali del Montenegro |          |                                                   |
| Parco nazionale del lago Scutari | Podgorica Antivari (Bar) Cettigne (Cetinje) | 40 000    | 1983 | Mappa di localizzazione: Montenegro · Parchi nazionali del Montenegro |          |                                                   |
| Parco nazionale Prokletije       | Plav                                        | 16 630    | 2009 | Mappa di localizzazione: Montenegro · Parchi nazionali del Montenegro |          | Archiviato il 27 agosto 2018 in Internet Archive. |
| Totale                           | Totale                                      | 107 500   |      |                                                                       |          |                                                   |